# Kronprins Frederik (Schiff, 1941)
Die Kronprins Frederik war ein Passagierschiff, das 1941 für die dänische Reederei DFDS gebaut wurde, aufgrund des Zweiten Weltkriegs jedoch erst nach Kriegsende ihre Maschinenanlage erhielt und dann 1946 in Dienst genommen wurde. Sie fuhr auf der Strecke Esbjerg – Harwich bis 1953, als sie im Hafen von Harwich von einem Großbrand verwüstet wurde und sank. Das Wrack wurde gehoben und repariert, und das Schiff fuhr bis 1964 erneut zwischen Esbjerg und Harwich. Danach verkehrte es bis 1965 zwischen Esbjerg und Newcastle und schließlich bis 1974 auf verschiedenen Routen zwischen Dänemark, den Färöern, Island und England.
1974 wurde das Schiff im Trangraven, einem Kanal in Kopenhagen, aufgelegt und zum Verkauf angeboten. 1976 wurde es an die Arab Navigation Co. in Sues, Ägypten, verkauft und in Patra umbenannt. In der Weihnachtsnacht 1976 sank das Schiff nach einem Brand im Roten Meer. 102 Menschen starben.

## Bau und technische Daten
Das Schiff wurde am 11. Januar 1939 von der Reederei Det Forenede Dampskibs-Selskab A/S (DFDS) aus Esbjerg bei der Werft Helsingør Jernskibs og Maskinbyggeri Aktieselskab in Helsingør bestellt. Die Kiellegung erfolgte am 14. November 1939 mit der Baunummer 262, der Stapellauf am 20. Juni 1940. Dänemark war im April 1940 von der Wehrmacht überfallen und besetzt worden, und da man eine Beschlagnahme des Schiffs durch die Besatzer vermeiden wollte, wurden wichtige Motorenteile sowie die Schiffsschrauben nicht eingebaut. Das somit unfertige Schiff wurde am 19. Januar 1941 an die DFDS abgeliefert und nach Kopenhagen geschleppt. Dort blieb es während des Krieges aufgelegt. Am 5./6. November 1945 wurde es zur Fertigstellung wieder zur Helsingørs Jernskibs og Maskinbyggeri geschleppt. Nach Einbau der fehlenden Maschinenteile, allgemeiner Überholung und Probefahrten wurde die Kronprins Frederik am 25. Mai 1946 in Esbjerg in Dienst gestellt und lief am 26. Mai 1946 zu ihrer Jungfernfahrt nach Harwich aus.
Das Schiff war 114,48 lang und 15,20 breit und hatte 5,66 m Tiefgang. Es war mit 3895 BRT und 2284 NRT vermessen, und die Tragfähigkeit betrug 1720 tdw. Der Schiffsrumpf war genietet. Zwei Schiffsdieselmotoren des Typs 1050-VF-90 von Burmeister & Wain leisteten 7100 PS und ermöglichten über zwei Schrauben eine Marschgeschwindigkeit von 20,25 Knoten. Die Passagierkapazität betrug 358 Personen, davon 302 in Kabinenplätzen. Bis zu 33 Kfz konnten befördert werden. Im September 1946 erhielt die Kronprins Frederik eine Radaranlage von Metropolitan Vickers Electrical Export Co. und wurde so das erste mit Radar ausgestattete dänische Schiff.

## Laufbahn
Bis zum 19. April 1953 verkehrte die Kronprins Frederik ohne besondere Vorkommnisse zwischen Esbjerg und Harwich. An diesem Tag brach ein Feuer an Bord aus, während das Schiff im Hafen von Harwich am Parkeston-Kai lag. Die Passagiere hatten gerade das Schiff verlassen, und auch die Besatzung konnte rechtzeitig von Bord gehen. Das Feuer konnte nicht unter Kontrolle gebracht werden und das Schiff kenterte und sank am 20. April. Die Versicherer erklärten das Schiff zum Totalverlust, aber die Reederei kaufte es von ihnen zurück. Am 26. August wurde das Schiff von der Liverpool and Glasgow Salvage Association gehoben. Nach notdürftiger Reparatur wurde es am 13. September von den Schleppern Superman und Seaman nach Helsingør geschleppt, wo es am 18. September 1953 ankam und dann bei der Helsingørs Jernskibs og Maskinbyggeri instand gesetzt wurde.

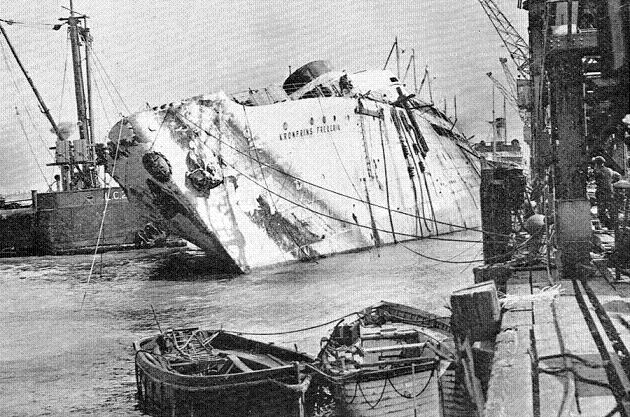
Die Kronprins Frederik während der Bergearbeiten 1953 in Harwich

Nach Probefahrt am 20. April wurde die Kronprins Frederik am 23. April 1954 an die DFDS ausgeliefert und vom 7. Mai 1954 bis Juni 1964 wieder auf ihrer angestammten Strecke Esbjerg – Harwich eingesetzt. Im Mai und noch einmal im September 1963 wurde das Schiff von der Carlsberg-Niederlassung in Birmingham für eine Kreuzfahrt Harwich – Oslo – Kopenhagen – Harwich gechartert. Vom 26. Juni 1964 bis zum 11. September 1965 bediente die Kronprins Frederik die Strecke Esbjerg – Newcastle. In diese Zeit fielen auch zwei gecharterte Kreuzfahrten, im Mai 1965 von Kopenhagen nach Stockholm und Leningrad und im Juni 1965 von Kopenhagen nach Edinburgh, Newcastle und Esbjerg.
Danach wurde das Schiff renoviert und durch den Einbau einer Querstrahlsteueranlage im Bug und eines Schlingertanks zur Dämpfung des Rollens modernisiert. Am 15. Januar 1966 begann es seinen Dienst auf der Strecke Kopenhagen – Tórshavn – Klaksvík – Trongisvágur – Reykjavík, die es bis zum 5. Oktober 1970 versah; lediglich vom 10. Juni bis zum 11. September 1966 war dies unterbrochen von einem neuerlichen Einsatz zwischen Esbjerg und Newcastle. Ab 5. Oktober 1970 wurde dann Reykjavik nicht mehr angelaufen, womit Trongisvágur bis Mai 1972 Endpunkt der Fahrt wurde. 1970/71 erfolgte ein Umbau zum Einklassenschiff, der am 4. Mai 1971 mit der Auslieferung an die DFDS beendet war. Von Mai 1972 bis Juli 1974 fuhr die Kronprins Frederik dann nur noch in den Sommermonaten von Esbjerg zu den Färöer-Häfen Tórshavn und Trongisvágur, wobei ab Spätsommer 1972 auch Newcastle hinzugefügt wurde.
Am 9. Juli 1974 legte die inzwischen überalterte Kronprins Frederik nach ihrer letzten Färöer-Fahrt in Esbjerg an. Sie wurde außer Dienst gestellt, in Kopenhagen auf dem Werksgelände der Reederei am Trangraven aufgelegt und zum Verkauf angeboten.

## Verkauf und Untergang
Die Arab Navigation Co. aus Sues, Ägypten, kaufte das Schiff am 10. März 1976, übernahm es am 16. März in Frederikshavn und benannte es um in Patra. Es wurde als Pilgerschiff für den Dienst zwischen Sues und Dschidda verwendet.
Das Schiff befand sich am 24. Dezember 1976 auf der Fahrt von Dschidda nach Sues. An Bord befanden sich, neben rund 90 Mann Besatzung, zwischen 353 und 387 Passagiere, hauptsächlich muslimische Pilger auf dem Rückweg von Mekka sowie ägyptische Arbeiter, die mit Geld und Geschenken für ihre Familien aus Saudi-Arabien zurückkehrten. Im Maschinenraum brach ein Feuer aus, wohl aufgrund eines Kraftstofflecks. Versuche der Besatzung, den Brand unter Kontrolle zu bringen, waren vergeblich. Der Befehl zum Verlassen des Schiffs wurde von vielen Passagieren erst nach Androhung von Gewalt befolgt. Die Mehrheit der Schiffbrüchigen wurde von herbeigeeilten Schiffen gerettet – 201 Menschen allein von dem sowjetischen Tanker Lenino. Mindestens 102 Menschen kamen jedoch ums Leben. Die Patra brannte weiter aus und sank schließlich am Morgen des 25. Dezember 1976 auf Position 21° 33′ 36″ N, 38° 16′ 48″ O, etwa 50 Seemeilen westnordwestlich von Dschidda in mehr als 450 Meter Wassertiefe.